# MTV Video Music Awards 1987
Die Verleihung der MTV Video Music Awards 1987 fand am 11. September 1987 statt. Verliehen wurde der Preis an Videos, die vom 2. Mai 1986 bis zum 1. Mai 1987 ihre Premiere hatten. Die Verleihung fand im Universal Amphitheatre, Universal City, Kalifornien, statt. Das Moderatorenteam bestand Downtown Julie Brown, Carolyne Heldman, Kevin Seal, Michael Tomioka und Dweezil Zappa.
In diesem Jahr wurde mit Best Video from a Film eine neue Kategorie eingeführt, bei der Videos nominiert wurden, die zum Soundtrack eines Films gehörten. Die Kategorie bestand bis 2003. Das letzte Mal vergeben wurde der Special Recognition Award.
Gewinner des Abends waren Peter Gabriel, der mit ganzen zehn Awards ausgezeichnet wurde, ein Rekord, der bis heute Bestand hält. Gleichzeitig erhielt er mit zwölf auch die meisten Nominierungen an einem Abend. Ein Rekord, der bis 2010 Bestand hatte. Er wurde von Lady Gaga eingestellt, die 13 Nominierungen erhielt. Das Video zu Sledgehammer ist außerdem das Video, das mit den meisten Awards (neun) ausgezeichnet wurde. Neben Gabriel waren Genesis, Steve Winwood und U2 bei den Nominierungen erfolgreich. Die drei erhielten jeweils sieben.

## Nominierte und Gewinner
Die jeweils fett markierten Künstler zeigen den Gewinner der Kategorie an.

### Video of the Year
Peter Gabriel – Sledgehammer
- Genesis – Land of Confusion
- Paul Simon – The Boy in the Bubble
- U2 – With or Without You
- Steve Winwood – Higher Love

### Best Male Video
Peter Gabriel – Sledgehammer
- David Bowie – Day-In Day-Out
- Robert Palmer – I Didn't Mean to Turn You On
- Paul Simon – You Can Call Me Al
- Steve Winwood – Higher Love

### Best Female Video
Madonna – Papa Don’t Preach
- Kate Bush – The Big Sky
- Janet Jackson – Nasty
- Cyndi Lauper – True Colors
- Madonna – Open Your Heart

### Best Group Video
Talking Heads – Wild Wild Life
- The Bangles – Walk Like an Egyptian
- Crowded House – Don’t Dream It’s Over
- Eurythmics – Missionary Man
- U2 – With or Without You

### Best New Artist in a Video
Crowded House – Don’t Dream It’s Over
- Robert Cray – Smoking Gun
- The Georgia Satellites – Keep Your Hands to Yourself
- Bruce Hornsby and the Range – The Way It Is
- Timbuk3 – The Future's So Bright, I Gotta Wear Shades

### Best Concept Video
Peter Gabriel – Sledgehammer
- Eurythmics – Missionary Man
- Peter Gabriel – Big Time
- Genesis – Land of Confusion
- Talking Heads – Wild Wild Life

### Best Video from a Film
Talking Heads – Wild Wild Life (aus True Stories)
- Eric Clapton – It's in the Way That You Use It (aus Die Farbe des Geldes)
- Rodney Dangerfield – Twist and Shout (ausgezeichnet Mach’s nochmal, Dad)
- Aretha Franklin – Jumpin' Jack Flash (aus Jumpin' Jack Flash)
- Ben E. King – Stand by Me (aus Stand by Me – Das Geheimnis eines Sommers)

### Most Experimental Video
Peter Gabriel – Sledgehammer
- Eurythmics – Missionary Man
- Genesis – Land of Confusion
- Huey Lewis and the News – Hip to Be Square
- Paul Simon – The Boy in the Bubble

### Best Stage Performance in a Video
Bon Jovi – Livin' on a Prayer
- Bon Jovi – You Give Love a Bad Name
- Run-D.M.C. – Walk This Way
- Bruce Springsteen and the E Street Band – Born to Run
- Bruce Springsteen and the E Street Band – War

### Best Overall Performance in a Video
Peter Gabriel – Sledgehammer
- Janet Jackson – Nasty
- Madonna – Papa Don't Preach
- Run-D.M.C. – Walk This Way
- U2 – With or Without You

### Best Direction in a Video
Peter Gabriel – Sledgehammer (Regie: Stephen R. Johnson)
- Crowded House – Don’t Dream It’s Over (Regie: Alex Proyas)
- Genesis – Land of Confusion (Regie: Jim Yukich und John Lloyd)
- U2 – With or Without You (Regie: Meiert Avis)
- Steve Winwood – Higher Love (Regie: Peter Kagan und Paula Greif)

### Best Choreography in a Video
Janet Jackson – Nasty (Choreografin: Paula Abdul)
- The Bangles – Walk Like an Egyptian (Choreografin: Wendy Biller)
- Janet Jackson – When I Think of You (Choreografen: Paula Abdul und Michael Kidd)
- Madonna – Open Your Heart (Choreograf: Brad Jeffries)
- Steve Winwood – Higher Love (Choreograf: Ed Love)

### Best Special Effects in a Video
Peter Gabriel – Sledgehammer (Special Effects: Peter Lord)
- Eurythmics – Missionary Man (Special Effects: Willy Smax)
- Peter Gabriel – Big Time (Special Effects: Peter Wallach)
- Genesis – Land of Confusion (Special Effects: Jim Yukich und John Lloyd)
- Paul Simon – The Boy in the Bubble (Special Effects: Jim Blashfield)

### Best Art Direction in a Video
Peter Gabriel – Sledgehammer (Art Director: Stephen Quay und Timothy Quay)
- Breakfast Club – Right on Track (Art Director: Allie Willis und Bryan Jones)
- Genesis – Land of Confusion (Art Director: John Lloyd, Jim Yukich und Stephen Bendelack)
- Madonna – Open Your Heart (Art Director: Mike Hanan)
- Paul Simon – The Boy in the Bubble (Art Director: Jim Blashfield)

### Best Editing in a Video
Peter Gabriel – Sledgehammer (Editor: Colin Green)
- Bon Jovi – Wanted Dead or Alive (Editor: Lisa Hendricks)
- Eurythmics – Missionary Man (Editor: John Carroll)
- Robbie Nevil – C'est La Vie (Editor: Rick Elgood)
- U2 – With or Without You (Editor: Meiert Avis)
- Steve Winwood – Higher Love (Editors: Peter Kagan, Laura Israel und Glen Lazzarro)

### Best Cinematography in a Video
Robbie Nevil – C’est la Vie (Kamera: Mark Plummer)
- Cyndi Lauper – What’s Going On (Kamera: Juan Ruiz Anchía)
- Madonna – Papa Don’t Preach (Kamera: Michael Ballhaus)
- U2 – With or Without You (Kamera: Daniel Pearl and Matt Mahurin)
- Steve Winwood – Higher Love (Kamera: Peter Kagan)

### Viewer’s Choice
U2 – With or Without You
- Peter Gabriel – Sledgehammer
- Genesis – Land of Confusion
- Paul Simon – The Boy in the Bubble
- Steve Winwood – Higher Love

### Video Vanguard Award
Peter Gabriel

Julien Temple

### Special Recognition Award
Elton John

Bernie Taupin

## Liveauftritte
- Los Lobos – La Bamba
- Bryan Adams – Only the Strong Survive/Victim of Love
- The Bangles – Walk Like an Egyptian/Walking Down Your Street
- Bon Jovi – Livin' on a Prayer (live aus New York City)
- Crowded House – Don’t Dream It’s Over/Now We're Getting Somewhere
- Madonna – Causing a Commotion (live aus Italien)
- Whitesnake – Still of the Night
- Whitney Houston – I Wanna Dance with Somebody (Who Loves Me)/Didn’t We Almost Have It All (live aus Saratoga Springs, New York)
- The Cars – You Are the Girl/Double Trouble
- David Bowie – Never Let Me Down (live aus Montreal)
- Prince – Sign o' the Times/Play in the Sunshine
- Cyndi Lauper – Change of Heart/True Colors
- Run-D.M.C. (featuring Steven Tyler and Joe Perry) – Walk This Way

## Auftritte
- Howie Mandel – präsentierten Best New Artist in a Video
- Dweezil Zappa – stellte die Nominierten für den Viewer’s Choice Award vor und interviewte Los Lobos
- Laurie Anderson – präsentierten den Video Vanguard Award
- Richard Wilkins – interviewte Glenn Frey
- Cyndi Lauper – präsentierte Most Experimental Video
- Tina Turner – präsentierte Best Male Video
- Blake Clark – machte ein kleines Stand-up und kündigte ein Video von Randee of the Redwoods (Jim Turner) an
- Robbie Nevil – präsentierten Best Overall Performance in a Video
- Kevin Seal – interviewte Richard Page
- Whoopi Goldberg – präsentierte Best Stage Performance in a Video
- Vanna White – präsentierte Best Choreography in a Video
- Marcel Vanthilt – interviewte Herbie Hancock
- Poison – präsentierten Best Female Video
- Carolyne Heldman – interviewte Cher und Ally Sheedy
- Bobcat Goldthwait – machte ein kleines Stand-Up und präsentierte Best Art Direction in a Video
- Glenn Frey – präsentierte den Special Recognition Award
- Steve Guttenberg – präsentierte Best Video from a Film
- Kenny Loggins – präsentierte Best Direction in a Video
- Sandra Bernhard – präsentierte Best Concept Video
- Eddie Money – präsentierte Best Special Effects
- David Bowie – präsentierte den Video Vanguard Award für Julien Temple
- Stevie Nicks und Christine McVie – präsentierten Best Group Video
- Cher – präsentierte Viewer’s Choice
- Huey Lewis – präsentierte Video of the Year